# افسانه (فیلم ۱۹۹۳)
افسانه (به انگلیسی The Legend) یا افسانه فونگ سای-یوک (به انگلیسی The Legend of Fong Sai-yuk) و در آمریکا تحت عنوان فونگ سای-یوک (به انگلیسی Fong Sai-yuk) عنوان فیلمی رزمی محصول هنگ کنگ ساخته سال ۱۹۹۳ میلادی می‌باشد. جت لی بازیگر نقش اول مرد و تهیه‌کننده فیلم است.

## بازیگران
- جت لی در نقش فونگ سای-یوک

## دنباله
- افسانه ۲